# Velîki Berehî, Bereg
Velîki Berehî (în ucraineană Великі Береги, maghiară Nagybereg) este o comună în raionul Bereg, regiunea Transcarpatia, Ucraina, formată numai din satul de reședință.

## Demografie
Componența lingvistică a comunei Velîki Berehî
     Maghiară (87,44%)
     Ucraineană (11,69%)
     Alte limbi (0,83%)
Conform recensământului din 2001, majoritatea populației comunei Velîki Berehî era vorbitoare de maghiară (87,44%), existând în minoritate și vorbitori de ucraineană (11,69%).